# 原聡子
原 聡子（はら さとこ、1976年1月17日 - ）は、日本テレビ報道局所属記者兼ニュースキャスター。血液型O型。

## 人物
山口県生まれ。身長159cm。
お茶の水女子大学文教育学部人文科学科地理学教室を卒業後、ハーバード大学大学院へ留学し、東アジア研究科安全保障学専攻修士課程修了。
大学2年終了後には、イギリスのオックスフォード大学マンスフィールド・カレッジに1年間留学した。
2002年、日本テレビ入社。
資格は、第一種普通自動車免許、測量士補、剣道初段、エレクトーン6級、乗馬5級、一級小型船舶免許を所持。
学生時代はボート部に所属。
モットーは則天去私、諸行無常。好きな映画はターミネーター。

## 現在の出演番組
- news every. - 2015年までは経済部の記者として水曜日コーナー「今週の”お値段”」担当。2016年からは政治部の記者として火曜日コーナー「ギモン」担当

## 脚註
1. ↑  日本銀行、金融庁、財務省、農水省、経団連、日本郵政などを担当。
2. ↑  “キャスター紹介”.   日本テレビ放送網. 2012年2月27日閲覧。
3. ↑  Study Guide 2013 For Global Leaders 卒業生訪問 お茶の水女子大学